# Liste der Österreichischen Bibliothekartage
Das ist eine Liste aller Österreichischen Bibliothekartage, ab 2023 Österreichische Bibliothekskongresse. Während die Bibliothekartage ausschließlich von der Vereinigung Österreichischer Bibliothekarinnen und Bibliothekare organisiert wurden, finden die Bibliothekskongresse als gemeinsame Veranstaltung von VÖB und Büchereiverband Österreichs statt und richten sich sowohl an Mitarbeitende aus wissenschaftlichen als auch öffentlichen Bibliotheken.
Vor der Einführung Österreichischer Bibliothekartage hatten einige der Deutschen Bibliothekartage in Österreich stattgefunden.

## Österreichische Bibliothekartage
| Jahr | Nr | Ort            | Titel |
| ---- | -- | -------------- | --- |
| 1950 | 1  | Salzburg       | |
| 1952 | 2  | Graz           | |
| 1954 | 3  | Wien           | Zentralisation und Dezentralisation im österreichischen Bibliothekswesen – Aufgabe und Verantwortung der Bibliotheken |
| 1956 | 4  | Innsbruck      | Die mechanische Wortfolge beim Nominalkatalog                                                                         |
| 1958 | 5  | Krems-Göttweig | Bibliotheken und Dokumentation                                                                                        |
| 1960 | 6  | Klagenfurt     | Fragen der Katalogisierung                                                                                            |
| 1962 | 7  | Leoben         | Sondersammelgebiete an österreichischen Bibliotheken                                                                  |
| 1964 | 8  | Linz           | Die wissenschaftliche Bibliothek – der Bibliothekar und die Öffentlichkeit                                            |
| 1966 | 9  | Wien           | Diverse Themen |
| 1968 | 10 | Admont         | Bibliothekarische Ausbildung – Probleme durch Automation und die „Internationale Katalogisierungsvorschrift“          |
| 1970 | 11 | Innsbruck      | Diverse Themen |
| 1972 | 12 | Eisenstadt     | Diverse Themen |
| 1974 | 13 | Graz           | Bibliothekarische Zusammenarbeit                                                                                      |
| 1976 | 14 | Bregenz        | Die Bibliothek und ihre Benützer                                                                                      |
| 1978 | 15 | Leoben         | Die Gestaltung der Arbeitswelt des Bibliothekars                                                                      |
| 1980 | 16 | Kremsmünster   | Das alte Buch – Erbe und Auftrags                                                                                     |
| 1982 | 17 | Salzburg       | Bibliotheksbau und Bibliothekseinrichtung                                                                             |
| 1984 | 18 | Klagenfurt     | Benützerorientierte Bibliotheksorganisation                                                                           |
| 1986 | 19 | Wien           | Erhaltung, Bewahrung und Benützung wertvoller und gefährdeter Bibliotheksbestände                                     |
| 1988 | 20 | Linz           | Neue Technologien – Neue Bauten                                                                                       |
| 1990 | 21 | Bregenz        | Bibliotheken mit und ohne Grenzen – Informationsgesellschaft und Bibliothek                                           |
| 1992 | 22 | Eisenstadt     | Altes Buch und Neue Medien                                                                                            |
| 1994 | 23 | Graz           | Die wissenschaftlichen Bibliotheken in Europa – Aufgaben und Ziele                                                    |
| 1996 | 24 | Innsbruck      | Bibliotheksmanagement – Kulturmanagement                                                                              |
| 1998 | 25 | St. Pölten     | Menschen in Bibliotheken                                                                                              |
| 2000 | 26 | Wien           | Produktionsfaktor Wissen                                                                                              |
| 2002 | 27 | Klagenfurt     | Informationszeitalter – Epoche des Vergessens                                                                         |
| 2004 | 28 | Linz           | Bibliotheken – Fundament der Bildung                                                                                  |
| 2006 | 29 | Bregenz        | Wa(h)re Information                                                                                                   |
| 2009 | 30 | Graz           | The Ne(x)t Generation                                                                                                 |
| 2011 | 31 | Innsbruck      | Die neue Bibliothek – Anspruch und Wirklichkeit                                                                       |
| 2015 | 32 | Wien           | Offen(siv)e Bibliotheken: Neue Zugänge, neue Strukturen, neue Chancen                                                 |
| 2017 | 33 | Linz           | Wolkenkuckucksheim. Bibliotheken in der Cloud                                                                         |
| 2019 | 34 | Graz           | Künstliche Intelligenz in Bibliotheken                                                                                |

## Österreichische Bibliothekskongresse
| Jahr | Nr | Ort       | Titel                                            |
| ---- | -- | --------- | ------------------------------------------------ |
| 2023 | 1  | Innsbruck | Arbeitswelten – Realitäten und Visionen          |
| 2025 | 2  | Wien      | Bibliotheken: demokratisch – divers – nachhaltig |